# TUIエアウェイズ
TUIエアウェイズ（英語: TUI Airways）、旧称トムソン航空（英語: Thomson Airways）はイギリスの航空会社。2008年にトムソンフライとファーストチョイス航空が合併したことで誕生し、現在では英国全体で第3位、チャーター便を運航する単独の航空会社としては世界最大の規模を誇る。
2017年10月2日、社名を「TUIエアウェイズ」に変更した。

## 歴史
- 1962年に設立されたユーラヴィア・ロンドンという航空会社が設立される。
- 1964年8月にユーラヴィア・ロンドンはブリタニア航空に名前を変更した。
- 2005年5月にブリタニア航空はトムソンフライに名前を変更した。
- 2007年、トムソンフライの親会社であるドイツの大手旅行会社TUIとファーストチョイス航空の親会社である英国の旅行会社ファーストチョイス・ホリデーズが合併したことに伴い、両社も統合され、2008年5月に航空会社の運営免許を獲得、11月に英国第3の規模を持つ航空会社としてトムソン航空が発足した。
- 2015年5月14日、ボーイング787-9を1機確定発注（1機オプション）し、発注済みの2機の787-8型機を787-9型機へ変更した[3]。
- 2016年、エティハド航空と共同で、新たなレジャー航空グループの設立計画を発表したが、2017年、設立を断念した[4][5]。
- 2018年11月、ボーイング737MAX-8を導入。

## 就航都市
会社の成り立ちが従来の航空会社とは違いチャーター便運航が主なレジャー系の航空会社のため、英国及びアイルランドの多くの空港から欧州内や北中米、アフリカ、インド洋、インド、タイなどのリゾート地への便を就航させている。

### 拠点空港
TUIエアウェイズはハブ空港をロンドン・ガトウィック空港、マンチェスター空港、バーミンガム国際空港としており、整備や運航管理などの拠点をロンドン・ルートン空港においている。このほかにもベルファスト国際空港、ボーンマス空港、ブリストル国際空港、カーディフ空港、エクセター国際空港、ロビン・フッド空港、ダブリン空港、ロンドン・スタンステッド空港、ニューカッスル国際空港といった英国及びアイルランドの主要空港に航空機の拠点を設けて運航をしている。

## 保有機材
| 機種              | 保有数 | 発注数 | 座席数 | 座席数 | 座席数 | 備考               |
| 機種              | 保有数 | 発注数 | W      | Y      | 計     | 備考               |
| ----------------- | ------ | ------ | ------ | ------ | ------ | ------------------ |
| ボーイング737-800 | 33     |        |        | 189    | 189    | 導入中。           |
| ボーイング737MAX8 | 23     |        |        | 189    | 189    | 2018年から導入中。 |
| ボーイング787-8   | 8      |        | 47     | 253    | 290    |                    |
| ボーイング787-9   | 5      |        | 63     | 282    | 345    |                    |

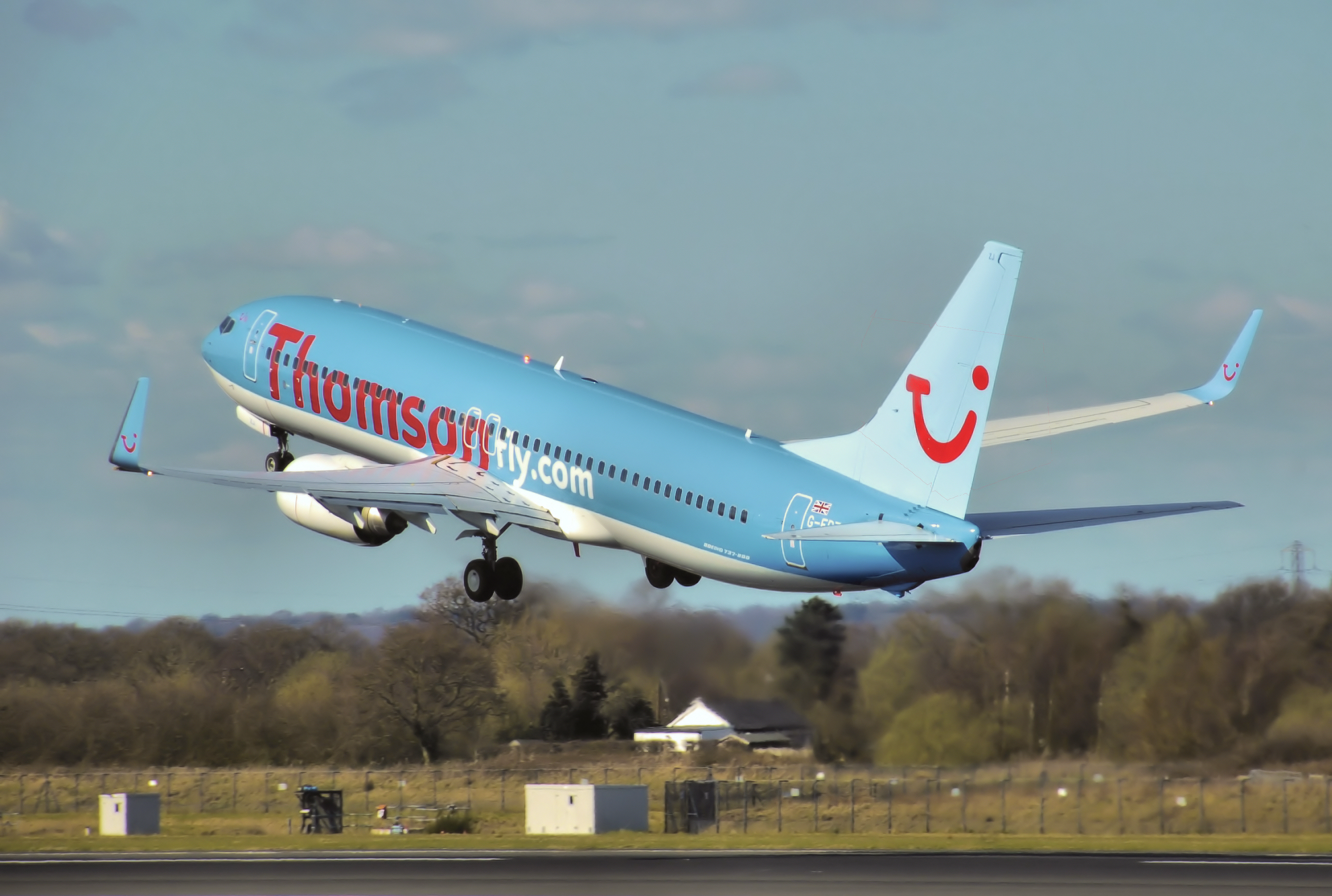
マンチェスター空港を離陸するボーイング737-800型機（旧トムソンフライ塗装）。

また以前はエアバスA320・エアバスA321、ボーイング767-200ERなども運航していたが現在は売却している。